# Gora Ukrytaja
Gora Ukrytaja (Transkription von russisch Гора Укрытая ‚Geschützter Berg‘) ist ein Nunatak im ostantarktischen Mac-Robertson-Land. Er ragt in den Goodspeed-Nunatakkern der Prince Charles Mountains auf.
Russische Wissenschaftler benannten ihn.